# Schloss Neumühle

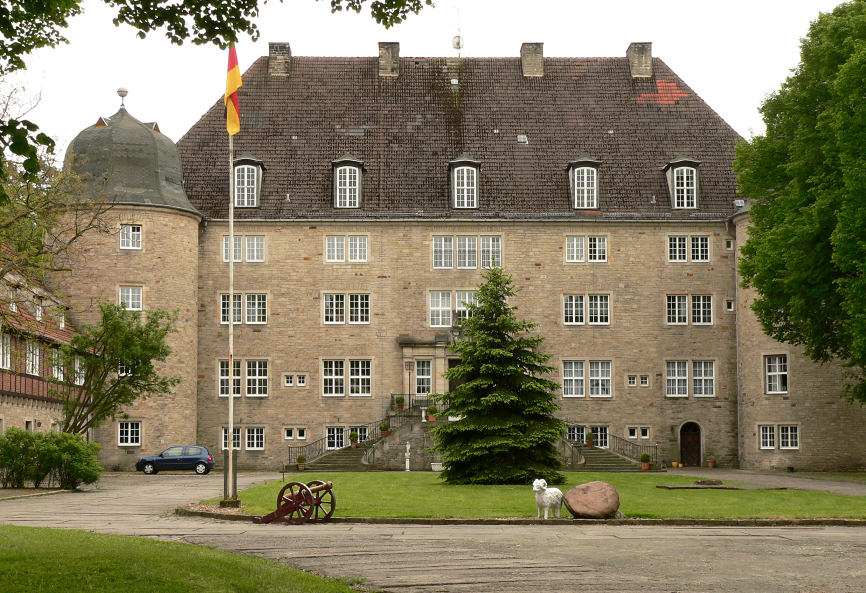
Schloss Neumühle

Schloss Neumühle ist ein Schloss im Ortsteil Neumühle der Gemeinde Beetzendorf in Sachsen-Anhalt. Es gilt als jüngster Schlossneubau Deutschlands und gehörte der Wolfsburger Linie des Adelsgeschlechts von der Schulenburg. Die Bezeichnung „Neumühle“ beruht auf dem Namen des  Ortsteils, der zwischen Mellin und Tangeln liegt.

## Baubeschreibung
Das Schloss ist fast so groß wie Schloss Wolfsburg. Im Westen liegt in Westnordwest-Ostsüdost-Richtung das Haupthaus. Daran schließt sich Richtung Nordnordost ein flacherer, langer Bau an. Im rechten Winkel dazu liegen zwei weitere flache Flügel. Östlich der beiden Flügel liegt ein weiteres großes Haus. Das Haupthaus weist vier runde Ecktürme und fünf Stockwerke auf.
Das Schloss liegt auf einer Anhöhe. Es ist von großzügigen Gartenanlagen umgeben und befindet sich in einem Wald, so dass es aus der Entfernung nicht zu sehen ist.

## Geschichte
1938 wurde die Stadt des KdF-Wagens – das heutige Wolfsburg – von den nationalsozialistischen Machthabern gegründet. Das dort befindliche Schloss Wolfsburg, das Günther Graf von der Schulenburg-Wolfsburg gehörte, wurde enteignet. Die von der Schulenburgs erhielten 560.000 Reichsmark und bauten ab 1938 ein neues Schloss auf einem ihnen gehörenden Waldgrundstück in der damaligen Gemeinde Tangeln in der Altmark, rund 35 Kilometer vom Schloss Wolfsburg entfernt. Es wurde nach Plänen des Architekten Paul Bonatz in damals moderner Bauweise aus Stahlbeton errichtet. Am 18. Oktober 1940 wurde das Richtfest gefeiert. 1942 wurde der Bau abgeschlossen; im November desselben Jahres wurde er bezogen. Äußerlich ähnelt es Schloss Wolfsburg, das vor allem im Stil der Weser-Renaissance erbaut ist.
1943 wurden Teile der umfangreichen Sammlung der Kunsthalle Bremen in das Schloss gebracht, um sie während des Zweiten Weltkriegs vor Kriegsschäden infolge der Luftangriffe auf Bremen zu schützen. Im Frühsommer 1944 versteckte Ursula Gräfin von der Schulenburg den Familienschatz innerhalb des Schlosses. Er bestand unter anderem aus Schmuck, dem Familiensilber und Porzellan sowie dem Briefwechsel von Friedrich dem Großen und Gebhard Werner Graf von der Schulenburg, vor allem aus den Jahren 1776 und 1777.
Gegen Kriegsende, im April 1945, erreichten zunächst US-amerikanische Soldaten das Schloss. Sie konnten einen großen Teil der Bremer Gemälde sicherstellen und zurückführen lassen. Bis zum 11. Mai 1945 nutzen sie das Schloss zeitweise als Divisions-Hauptquartier. Nachdem die britische Besatzungsmacht das Schloss für wenige Wochen übernommen hatte, folgten im Juni sowjetische Soldaten. Ab dem 1. Juli 1945 gehörte es zur Sowjetischen Besatzungszone. Kurz vor der Einrichtung der Sowjetischen Besatzungszone flohen die von der Schulenburg zurück in die Nähe von Wolfsburg und ließen sich auf dem Rittergut Nordsteimke nieder. Dabei ließen sie den Großteil ihrer Habe zurück. Das Schloss wurde von Soldaten der Roten Armee geplündert, der Familienschatz jedoch nicht gefunden.
Im Schloss wurde auch das Adelsarchiv aus dem früheren Schloss Wolfsburg aufbewahrt. Große Teile des Adelsarchivs fielen der Zerstörung durch die sowjetische Besatzungsmacht zum Opfer. Im Jahre 2007 wurde daher ein Projekt zur Dokumentation des Verbleibs der Archivalien gestartet, dessen Ergebnis eine CD mit dem Titel „Quellen zur Geschichte des Schlosses Wolfsburg und der Familien von Bartensleben und von der Schulenburg“ war.
Die von der Schulenburgs wurden erneut enteignet und hatten keinen Zugang mehr zum Schloss Neumühle. Nach dem Krieg wurden dort Flüchtlinge untergebracht; anschließend wurde es in eine Heilstätte für Lungentuberkulosekranke umgewandelt. Von 1965 bis 1991 wurde das Schloss als Pflegeheim für geistig Behinderte genutzt. Nach der Wende erhielten die von der Schulenburgs gemäß dem Zwei-plus-Vier-Vertrag das Schloss nicht zurück. 1993 wurde dort von einer Hamburger Firma ein Seniorenwohnheim eingerichtet, in dem geistig und seelisch Behinderte betreut wurden. 1997 bestand das Heim weiterhin; die Firma plante jedoch den Umzug in ein Heim im Ort Beetzendorf.
Im Herbst 2001 wurde der 1944 versteckte Familienschatz von einer Privatperson in einer Doppelwand neben dem früheren Arbeitszimmer des Grafen wiederentdeckt und den Nachkommen übergeben. In der Nähe von Schloss Neumühle, im Forsthaus Groß Wismar, befindet sich die Forstverwaltung der Grafen Schulenburg, eine 1995 gegründete private Forstverwaltung, die die Forstbetriebe in Groß Wismar sowie Tylsen (bei Salzwedel) bewirtschaftet, welche die Familie nach der Deutschen Wiedervereinigung in Teilen zurückerworben hat.
Seit März 2000 gehört das Schloss einem Hamburger Immobilienkaufmann und ist der Öffentlichkeit nicht zugänglich.